# ハミギタン山
ハミギタン山（Bundok Hamiguitan. Mount Hamiguitan [hɐmɪˈgitan]）はフィリピン、東ダバオ州にある標高1,637メートル (5,371 ft)の山である。ハミグイタン山と表記するメディアもある。その山と周辺地域はフィリピン国内では有数の多彩な野生生物の生息地になっており、そうした野生生物の中には、ネペンテス・ペルタタのような固有種を複数含むウツボカズラ属や、近絶滅種のフィリピンワシが含まれる。
ハミギタン山域野生生物保護区（Mount Hamiguitan Range Wildlife Sanctuary）はその山稜一帯に設定された野生生物保護区で、2004年に6,834 ヘクタール（ha）で設定された後、2007年には核心地域6,348.99 ha、緩衝地域783.77 haの計7,132.76 haへと拡大され、2014年にはUNESCOの世界遺産リストに登録された。
この山には約2,000 haの森林保護区が設定されている。その森林群は、超苦鉄質の土壌で100年育った矮林が特徴であり、動物相・植物相とも、希少種、固有種、絶滅危惧種などを多く含む。

## 地理
ハミギタン山およびハミギタン山域野生生物保護区はミンダナオ島南東部にあり、行政上は東ダバオ州のマティ市、サン・イシドロ町、ガヴァナー・ジェネロソ町にまたがっている。
プジャダ半島に位置するその山稜は南北に伸びており、保護区内の最低地点は標高75 m、最高地点は1,637 m、最高峰はマンサドク峰（The Mansadok Peak）ないしハミギタン峰（Mt Hamiguitan Peak）と呼ばれている。
年間の平均気温は27.8度で、最も低い1月でも20度を上回る。月ごとの降水量の平均は126 mmで、年平均湿度は98%になる。

## 生物多様性
上述のように保護区内の標高は75 mから1,637 mで、標高の低い順に熱帯雨林、雲霧林（蘚苔林）、矮林と植生が変化し、低地には農地とフタバガキ科サラノキ属の森林、海抜420～920 mの場所にはフタバガキ科の森林、より高い山地には蘚類、地衣類、着生植物が生える山岳林、そして厚い蘚類が着生する蘚苔林と標高1,160～1,200 mの山頂矮林がある。それらの範囲内に植物957種、動物423種の計1380種が確認されている。うち、固有種は341種である。

### 植物
植物相は166科427属957種が確認されており、うち163種がフィリピンの固有種である。特にウツボカズラ属は8種生育しており、これはフィリピン国内で見られるものの6割近くに該当し、うち山頂付近に生えるネペンテス・ハミグイタネンシスを含む3種は、ハミギタン山の固有種である。フタバガキ科サラノキ属のShorea polysperma、Shorea astylosaとラン科パフィオペディルム属のPaphiopedilum adductumも見られる。
957種の内訳は、多い順に被子植物723種、シダ植物164種、裸子植物27種、蘚類 17種、苔類・地衣類各13種となっている。
サラノキ属には近絶滅種2種、危急種3種が含まれ、植物種では他に近絶滅種、絶滅危惧種、危急種があわせて30種生育している。

### 動物

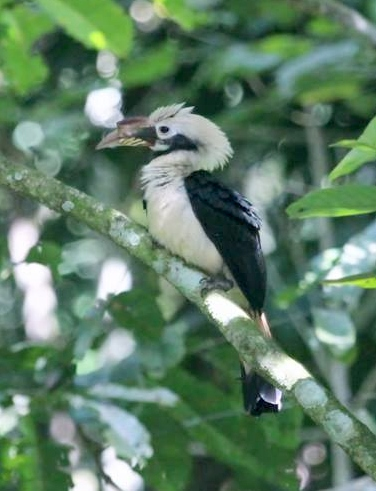
ミンダナオカオグロサイチョウ

鳥類は108種が確認されており、ことに近絶滅種のフィリピンワシとフィリピンオウムは世界遺産委員会の決議文でも特筆されている。ミンダナオヒムネバトなども見られる。また、フィリピンワシの営巣地が保護区内に適切に含まれているかどうかは、世界遺産登録に際しても論点となった。ほかに、絶滅危惧種が１種（ミゾゴイ）、危急種が11種、近危急種が1種（ホシバシペリカン）含まれており、ハミギタン山域野生生物保護区は、バードライフ・インターナショナルによって重要野鳥生息地に選定されている。
哺乳類はフィリピンヒゲイノシシ（危急種）、ハミギタンモリネズミ、ローレンスフルーツコウモリなど26種で、うち15種はコウモリである。両生類と爬虫類は特に固有種が多く、前者は75%（Philautus acutirostrisなど）、後者は84%が該当する。
蝶は142種確認されており、ここでしか見られない4種以外にも、さらに40種の固有種が生息している。ここでしか見られない蝶のうち、矮林に生息するカザリシロチョウ属の一種は日本人が発見したものであり、そのデリアス・マグサダナは1995年に報告された。

## 世界遺産
ハミギタン山域野生生物保護区は2001年に設定が決まり、その年には重要野鳥生息地に選定された。野生生物保護区は2004年に正式に設定され、2007年には範囲が拡大された。
世界遺産の暫定リストに記載されたのは、2008年9月10日のことだが、その時点ではアポ山と一緒に「アポ山とハミギタン山 : ミンダナオの固有生物保護区群」（Mount Apo and Mount Hamiguitan: Sanctuaries of Endemism in Mindanao）という名称になっていた。しかし、翌年12月21日には「アポ山自然公園」（Mount Apo Natural Park）と「ハミギタン山域野生生物保護区」（Mount Hamiguitan Range Wildlife Sanctuary）という2件に分割して記載し直された。このうち、ハミギタンの保護区が生物多様性の価値を根拠に正式推薦されたのは、2012年1月30日のことだった。
世界遺産委員会の諮問機関である国際自然保護連合（IUCN）は、同年10月の現地調査なども踏まえ、翌2013年4月に勧告を出した。その内容は、生物多様性について顕著な普遍的価値を認めうる潜在性を指摘しつつも、範囲設定が完全性を満たしていないことなどを挙げ、「登録延期」を勧告した。それに対し、その年の第37回世界遺産委員会では、一段階上の「情報照会」決議となった。
フィリピン当局は決議も踏まえて登録範囲の見直しなどを行い、改訂した推薦書を2014年1月13日に提出した。それに対するIUCNの勧告は「登録」で、その年の第38回世界遺産委員会で勧告通りに登録が認められた。フィリピンの世界遺産としては、1999年のプエルト・プリンセサ地底河川国立公園とビガン歴史都市の登録以来、15年ぶり6件目（自然遺産としては3件目）の新規登録である。

### 登録名
この世界遺産の正式登録名は、英語: Mount Hamiguitan Range Wildlife Sanctuary
およびフランス語: Sanctuaire de faune et de flore sauvages de la chaîne du mont Hamiguitanである。その日本語訳は、以下のように揺れがある。
- ハミギタン山地野生生物保護区 - 日本ユネスコ協会連盟ほか[12][33]
- ハミギタン山岳地域野生動物保護区 - 世界遺産検定事務局[34][10]
- ハミギタン山脈野生生物保護区 - ブリタニカ国際大百科事典ほか[35][36]
- ハミギタン山域野生生物保護区 - 月刊文化財[37]

### 登録基準
この世界遺産は世界遺産登録基準のうち、以下の条件を満たし、登録された（以下の基準は世界遺産センター公表の登録基準からの翻訳、引用である）。
- (10) 生物多様性の本来的保全にとって、もっとも重要かつ意義深い自然生息地を含んでいるもの。これには科学上または保全上の観点から、すぐれて普遍的価値を持つ絶滅の恐れのある種の生息地などが含まれる。
  - 世界遺産委員会はこの基準の適用理由について、この保護区が「フィリピンの重要な生物地理学的地方における、完全で、ほぼ手付かずの高度に多様な山岳生態系を代表する」[38]等とした。

なお、フィリピンの世界自然遺産はトゥバタハ岩礁自然公園、プエルト・プリンセサ地底河川国立公園に続き3件目だが、いずれの物件でも基準（10）は適用されている。

## 脚注

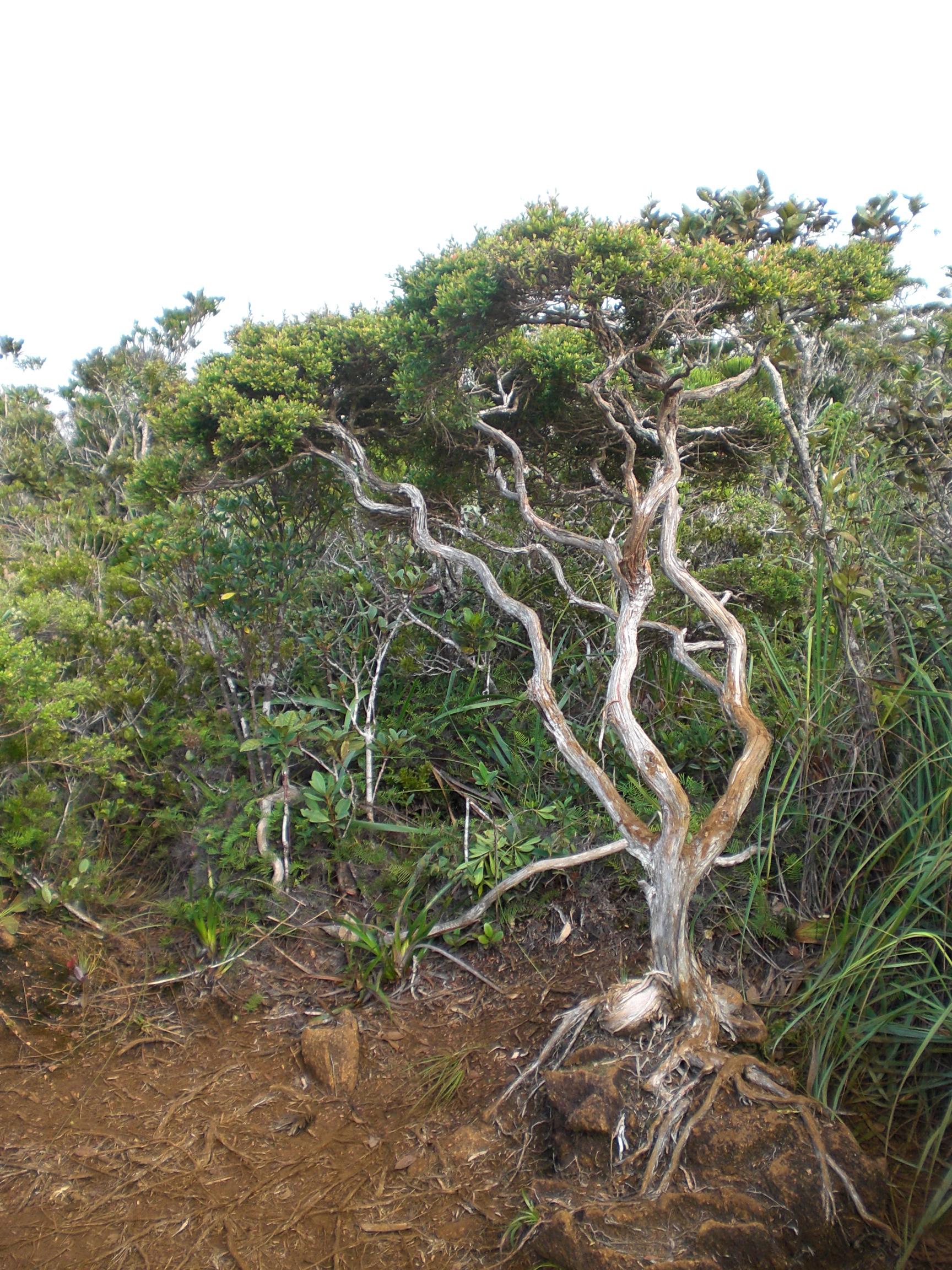
ハミギタンの「盆栽」林